# Favosites
Favosites es un género extinto de corales tabulados de la familia Favositidae. Fue descrito por Jean-Baptiste Lamarck en 1816.

## Especies
- F. abnormis
- F. adaverensis
- F. afghanicus
- F. antiquus
- F. bowerbanki
- F. burkhanensis
- F. desolatus
- F. exilis
- F. fallax
- F. favosiformis
- F. favosus
- F. fusiforme
- F. goldfussi (Lecompte, 1939).[4][5][5]
- F. gothlandicus
- F. hisingeri
- F. ingens
- F. intricatus
- F. issensis
- F. jaaniensis
- F. kalevi
- F. lichenarioides
- F. mirandus
- F. multicarinatus
- F. oculiporoides
- F. permica
- F. petropolitana
- F. praemaximus
- F. privatus
- F. serratus
- F. sphaericus' (Počta, 1902).[6]
- F. subfavosus
- F. subforbesi